# Ulrichshalben
Ulrichshalben is een dorp in de Duitse Landgemeente Ilmtal-Weinstraße in het landkreis Weimarer Land in Thüringen.

## Geschiedenis
Het dorp wordt voor het eerst genoemd in een oorkonde uit 1297. De dorpsnaam heeft als betekenis 'Ulrichts helft': dit duidt er waarschijnlijk op dat er twee eigenaren waren van een stuk grond en dat Ulrich de ene helft bezat.
Tot 1950 was het dorp aan de Ilm een zelfstandige gemeente. In dat jaar werd het toegevoegd aan de gemeente Oßmannstedt, die per 31 december 2013 opging in de landgemeente.

## Bezienswaardigheden
De dorpskerk dateert uit begin 18e eeuw nadat de vorige kerk door brand was verwoest.
Van de middeleeuwse waterburcht is nog een deel van de gracht behouden. Een bijgebouw en paardenstal zijn bewaard gebleven en worden als woonhuis respectievelijk muziekzaal gebruikt.

## Geboren
- Johann Michael Nicolai (1629-1685), barokcomponist

Denstedt · Goldbach · Kromsdorf · Leutenthal · Liebstedt · Mattstedt · Niederreißen · Niederroßla · Nirmsdorf · Oberreißen · Oßmannstedt · Pfiffelbach · Rohrbach · Ulrichshalben · Wersdorf · Willerstedt